# Salka zeltava
Salka zeltava är en insektsart som beskrevs av Irena Dworakowska 1981. Salka zeltava ingår i släktet Salka och familjen dvärgstritar. Inga underarter finns listade i Catalogue of Life.